# Битка код Егоспотама
Битка код Егоспотама је била последња велика битка Пелопонеског рата. Битка се одиграла 404. п. н. е.. У овој бици спартанска флота под Лисандровим вођством потпуно је поразила атинску флоту.Атина је тиме изгубила власт над морем и није више могла да се снабдева житом. Тиме је фактички завршен Пелопонески рат.

## Лисандров поход
После пораза у бици код Аргинуских острва, Спартанци поново постављају 405. п. н. е. Лисандра за заповедника. Пошто спартански устав забрањује да неко два пута заповеда флотом, проглашавају га другокомандујућим, мада се подразумева се да је главни заповедник у ствари он.
Једна од Лисандрових предности било је пријатељство с персијским царевићем Киром Млађим. Кир Млађи финансира обнову спартанске флоте. Чак је једном приликом док се враћао у Сузу прогласио Лисандра сатрапом Мале Азије. Лисандар је тако на располагању имао читаву једну персијску сатрапију и довољно средстава да брзо изгради добру флоту.
Потом је пошао у неколико похода преотимајући градове од Атине и нападајући бројна острва. Није могао да оде северније до Хелеспонта због опасности од атинских бродова код Самоса. Да би скренуо пажњу, напада Саламину, па се чак и искрцава на Атици, недалеко од Атине. Атинска флота испловљава са Самоса за њим, али је Лисандер опловио около и том варком доспео до Хелеспонта, где успоставља базу у Абиду. Одатле заузима стратешки значајан Лампсак. Тиме је отворио себи пут да уђе у Босфор и затвори трговачке путеве којима је Атина прибављала већину жита. Атини је због тога запретила глад.

## Атински одговор
Атинска флота је запловила према Лампсаку и ту успоставила базу близу спартанске војске и бродова. Место које су одабрали за базу није било идеално, јер није имало луку и било је тешкоћа у снабдевању флоте. Атински бродови испловљавали су свакодневно у ратном поретку не би ли се сукобили са спартанском флотом, али Лисандар није реаговао.

### Алкибијадов покушај да узме учешћа
Протерани атински вођа Алкибијад, који је у то време живео у замку близу атинског логора, посаветовао је атинским војсковођама да одаберу повољније место за флоту и да њему дају удео у заповедништву, јер он може да добије помоћ неколико трачанских владара. Војсковође су одбиле његову помоћ.

## Битка
Постоје два описа битке код Егоспотама. Први налазимо код Диодора са Сицилије. Према њему, Филокле је испловио с тридесет бродова, наредивши осталима да га следе. Атинска стратегија је изгледа почивала на намери да овај мањи број бродова привуче удар пелопонеске флоте, на шта би већи део атинских снага узвратио изненадним противударом. Бродови који су служили као мамац одмах су, међутим, побеђени, а остатак се показао неспреман.
Други опис је Ксенофонтов. Према овој верзији, испловила је, као и сваког дана, цела атинска флота, док Лисандар није излазио из луке. По повратку у свој логор, Атињани су се расули у потрази за храном. Лисандар тада напада и без борбе заробљаца целу атинску флоту на обали.
Било који опис да је тачан, исход је био јасан. Атињани су остали без флоте. Умакло је свега девет бродова под заповедништвом војсковође Конона, а сви остали су заробљени, заједно с 4.000 атинских морнара. Од бродова који су успели да побегну један је отпловио да однесе у Атину вести о поразу, док је осталих осам отпловило на Кипар.

## Последице
Лисандар се као победник вратио у Абид. Побио је хиљаде заробљеника. Онда се кретао флотом према Атини заузимајући град за градом. Атињани су остали без бродова и нису могли да му се супротставе. Лисандар није успео да заузме једино Самос, јер је демократска власт тамо остала лојална Атини. Због тога оставља острво под опсадом с мора.
Бојећи се освете Спартанаца, Атињани одлучују да се не предају, иако су били у безнадежном положају. После опсаде град се предао у марту 404. п. н. е. Спартанци руше зидине око града и успостављају олигархијску власт.
Победа код Егоспотама значила је крај двадесет седам година дугог Пелопонеског рата. Спарта успоставља хегемонију у античкој Грчкој и целом грчком свету. Овај нови политички поредак потрајаће дуже од тридесет година.